# Трейманис, Андрис
Андрис Трейманис (латыш. Andris Treimanis; род. 16 марта 1985, Кулдига, Кулдигский район) — латышский футбольный судья. Судья ФИФА с 2011 года.

## Карьера
После окончания средней школы Трейманис изучал юридические науки в Латвийском университете в городе Риге. В настоящее время работает юристом в Латвийском государственном телевизионном агентстве LTV.
Свою судейскую карьеру Андрис начал в возрасте 13 лет, а в 17 лет уже судил матчи 1-й лиги. В возрасте 20 лет он перешёл работать в первый дивизион. В 2011 году в возрасте 25 лет был включен в список ФИФА, что дало ему право судить международные футбольные встречами. 5 раз судил финальный матч Кубка Латвии по футболу.
Дебютировал на международной арене в июне 2011 года, отработав матч между сборными Фарерских островов и Северной Ирландии среди футболистов не старше 21 года. В феврале 2012 года провел свой первый международный матч категории «А» в товарищеском матче между сборными Испанией и Венесуэлой. В европейском клубном футболе Трейманис регулярно работает на матчах отборочных раундов Лиги чемпионов УЕФА матчах группового этапа Лиги Европы УЕФА. Дебют пришёлся на 24 июля 2013 года, в матче между «Марибором» и «Биркиркарой». В октябре 2018 года впервые ему было доверено право судить матч группового этапа Лиги чемпионов между «Олимпик Лион» и донецким «Шахтером». Он стал первым латышом, принявшим участие в качестве арбитра на этом этапе престижных соревнований.
В качестве судьи работал на чемпионате Европы по футболу среди юношей до 19 лет в Греции в 2015 году. На чемпионате мира среди юниоров до 17 лет в 2019 году руководил финальным матчем между Бразилией и Мексикой.
Трейманис также работал на поединках в Лиге и кубковых соревнованиях Саудовской Аравии, литовской лиге А, Греческой Суперлиге и Премьер-лиге Северной Ирландии.
12 мая 2023 года Федерация футбола Армении объявила, что Трейманис будет главным судьёй финального матча Кубка Армении.